# I Walk the Line (soundtrack album)
I Walk the Line je ''soundtrack'' album Johnnyja Casha za istoimeni film iz 1970. s Gregoryjem Peckom. Objavljen je iste godine u izdanju Columbia Recordsa. Cijeli album skladao je sam Cash, uključujući slavnu naslovnu pjesmu. Na albumu se našla i "Flesh and Blood", Cashova balada koja je zauzela vrh country ljestvica.

## Popis pjesama
1. "Flesh and Blood" (Cash) – 2:39
2. "I Walk the Line" (Cash) – 3:29
3. "Hungry" (Cash) – 1:40
4. "This Town" (Cash) – 2:30
5. "This Side of the Law" (Cash) – 2:54
6. "Flesh and Blood" [Instrumental Version] (Cash) – 2:10
7. "'Cause I Love You" (Cash) – 1:48
8. "'Cause I Love You" [Instrumental Version] (Cash) – 1:46
9. "The World's Gonna Fall on You" (Cash) – 2:06
10. "Face of Despair" (Cash) – 3:36
11. "Standing on the Promises" / "Amazing Grace" (Celso Carter / John Newton, Bill Walker) – 3:04

## Ljestvice
Album - Billboard (Sjeverna Amerika)
| Godina | Ljestvica      | Pozicija |
| ------ | -------------- | -------- |
| 1970.  | Country albumi | 9        |
| 1970.  | Pop albumi     | 176      |

Singlovi - Billboard (Sjeverna Amerika)
| Godina | Singl             | Ljestvica        | Pozicija |
| ------ | ----------------- | ---------------- | -------- |
| 1970.  | "Flesh and Blood" | Country singlovi | 1        |
| 1970.  | "Flesh and Blood" | Pop singlovi     | 54       |

## Vanjske poveznice
- Podaci o albumu i tekstovi pjesama